# Cucerdea
Cucerdea (Hongaars: Oláhkocsárd) is een comună in het district Mureş, Transsylvanië, Roemenië. Het is opgebouwd uit drie dorpen, namelijk:
- Bord
- Cucerdea
- Şeulia de Mureş

## Demografie
In 2002 telde Cucerdea zo'n 1.707 inwoners, in 2007 waren dat er nog 1.638. Dat is een daling van 69 inwoners (-4,0%) in vijf jaar tijd.